# Třída Ticonderoga
Třída Ticonderoga je třída raketových křižníků Námořnictva Spojených států amerických. Jsou to první lodě vybavené zbraňovým systémem Aegis. Jejich hlavním úkolem je protivzdušná obrana svazů letadlových lodí. Celkem bylo postaveno 27 křižníků této třídy. První pětice byla předčasně vyřazena a námořnictvo si ponechalo zbylých 22 plavidel vybavených vertikálními vypouštěcími sily. V rámci modernizací byla zvýšena bojová hodnota lodí a bylo umožněno jejich fungování v rámci systému protiraketové obrany (Ballistic Missile Defense - BMD).
Lodě třídy Ticonderoga byly původně klasifikovány jako torpédoborce, přičemž jejich trup a pohonný systém byly převzaty z torpédoborců třídy Spruance. Klasifikace lodí byla změněna na křižníky ještě před položením kýlu prvního z nich.
Životnost plavidel byla plánována na 35-40 let. Mimo jiné mají křižníky problémy s únavovými trhlinami svých hliníkových nástaveb. Jejich opravy jsou velmi zdlouhavé a nákladné. V roce 2012 proto mělo být až sedm křižníků předčasně vyřazeno ze služby. Vyřazování křižníků s vertikálními sily začalo roku 2022. V letech 2022–2023 bylo vyřazeno devět křižníků. V roce 2024 ve službě zůstávalo třináct plavidel. Ve stejném roce bylo rozhodnuto o vyřazení všech křižníků třídy Ticonderoga do roku 2027. V říjnu 2024 média informovala, že tři křižníky (Gettysburg, Chosin, Cape St. George) ve službě zůstanou do roku 2029. V roli velitelských plavidel protivzdušné obrany svazů letadlových lodí je nahradí torpédoborce třídy Arleigh Burke verze Flight III.

## Stavba
Celkem bylo postaveno 27 křižníků této třídy. Hlavními dodavateli se staly loděnice Ingalls Shipbuilding (Ingalls) v Pascagoule ve státě Mississippi a loděnice Bath Iron Works (BIW) v Bathu ve státě Maine. Kýl prvního křižníku USS Ticonderoga byl založen v roce 1980 a samotná loď vstoupila do služby na počátku roku 1983. Jako poslední byl v roce 1994 dokončen křižník USS Port Royal.
Jednotky třídy Ticonderoga:
| Jméno                       | Loděnice | Spuštěna na vodu   | Vstup do služby    | Status                                                                                |
| --------------------------- | -------- | ------------------ | ------------------ | ------------------------------------------------------------------------------------- |
| USS Ticonderoga (CG-47)     | Ingalls  | 25. dubna 1981     | 22. ledna 1983     | Vyřazen 30. září 2004. Sešrotován.                                                    |
| USS Yorktown (CG-48)        | Ingalls  | 17. ledna 1983     | 4. července 1984   | Vyřazen 10. prosince 2004. Sešrotován.                                                |
| USS Vincennes (CG-49)       | Ingalls  | 14. ledna 1984     | 6. července 1985   | Vyřazen 29. června 2005. Sešrotován.                                                  |
| USS Valley Forge (CG-50)    | Ingalls  | 23. června 1984    | 11. ledna 1986     | Vyřazen 30. srpna 2004. Potopen jako cvičný cíl.                                      |
| USS Thomas S. Gates (CG-51) | BIW      | 14. prosince 1985  | 22. srpna 1987     | Vyřazen 16. prosince 2005. Sešrotován.                                                |
| USS Bunker Hill (CG-52)     | Ingalls  | 11. března 1985    | 20. září 1986      | Dne 22. září 2023 byl převeden do rezervy.                                            |
| USS Mobile Bay (CG-53)      | Ingalls  | 22. srpna 1985     | 21. února 1987     | Dne 10. srpna 2023 byl převeden do rezervy.                                           |
| USS Antietam (CG-54)        | Ingalls  | 14. února 1986     | 6. června 1987     | Dne 27. září 2024 byl převeden do rezervy.                                            |
| USS Leyte Gulf (CG-55)      | Ingalls  | 20. června 1986    | 26. září 1987      | Dne 20. září 2024 byl převeden do rezervy.                                            |
| USS San Jacinto (CG-56)     | Ingalls  | 14. listopadu 1986 | 23. ledna 1988     | Dne 15. září 2023 byl převeden do rezervy.                                            |
| USS Lake Champlain (CG-57)  | Ingalls  | 3. dubna 1987      | 12. srpna 1988     | Dne 1. září 2023 byl převeden do rezervy.                                             |
| USS Philippine Sea (CG-58)  | BIW      | 25. dubna 1987     | 18. března 1989    | Aktivní. Vyřazení plánováno na fiskální rok 2025.                                     |
| USS Princeton (CG-59)       | Ingalls  | 2. října 1987      | 11. února 1989     | Aktivní. Vyřazení plánováno na fiskální rok 2026.                                     |
| USS Normandy (CG-60)        | BIW      | 19. března 1988    | 9. prosince 1989   | Aktivní. Vyřazení plánováno na fiskální rok 2025.                                     |
| USS Monterey (CG-61)        | BIW      | 22. října 1988     | 16. června 1990    | Dne 16. září 2022 byl převeden do rezervy.                                            |
| USS Robert Smalls (CG-62)   | Ingalls  | 15. července 1988  | 4. listopadu 1989  | Původní název USS Chancellorsville. Aktivní. Vyřazení plánováno na fiskální rok 2026. |
| USS Cowpens (CG-63)         | BIW      | 11. března 1989    | 9. března 1991     | Dne 27. srpna 2024 byl převeden do rezervy.                                           |
| USS Gettysburg (CG-64)      | BIW      | 22. července 1989  | 22. června 1991    | Aktivní. Vyřazení plánováno na fiskální rok 2026.                                     |
| USS Chosin (CG-65)          | Ingalls  | 1. září 1989       | 12. ledna 1991     | Aktivní. Vyřazení plánováno na fiskální rok 2027.                                     |
| USS Hué City (CG-66)        | Ingalls  | 1. června 1990     | 14. září 1991      | Dne 23. září 2022 byl převeden do rezervy.                                            |
| USS Shiloh (CG-67)          | BIW      | 14. července 1990  | 18. července 1992  | Aktivní. Vyřazení plánováno na fiskální rok 2025.                                     |
| USS Anzio (CG-68)           | Ingalls  | 2. listopadu 1990  | 2. května 1992     | Dne 22. září 2022 byl převeden do rezervy.                                            |
| USS Vicksburg (CG-69)       | Ingalls  | 2. srpna 1991      | 14. listopadu 1992 | Dne 28. června 2024 byl převeden do rezervy.                                          |
| USS Lake Erie (CG-70)       | BIW      | 13. července 1991  | 24. července 1993  | Aktivní. Vyřazení plánováno na fiskální rok 2025.                                     |
| USS Cape St. George (CG-71) | Ingalls  | 10. ledna 1992     | 13. dubna 1993     | Aktivní. Vyřazení plánováno na fiskální rok 2027.                                     |
| USS Vella Gulf (CG-72)      | Ingalls  | 30. května 1992    | 12. července 1993  | Dne 4. srpna 2022 byl převeden do rezervy.                                            |
| USS Port Royal (CG-73)      | Ingalls  | 20. listopadu 1992 | 9. července 1994   | Dne 29. září 2022 byl převeden do rezervy.                                            |

## Konstrukce

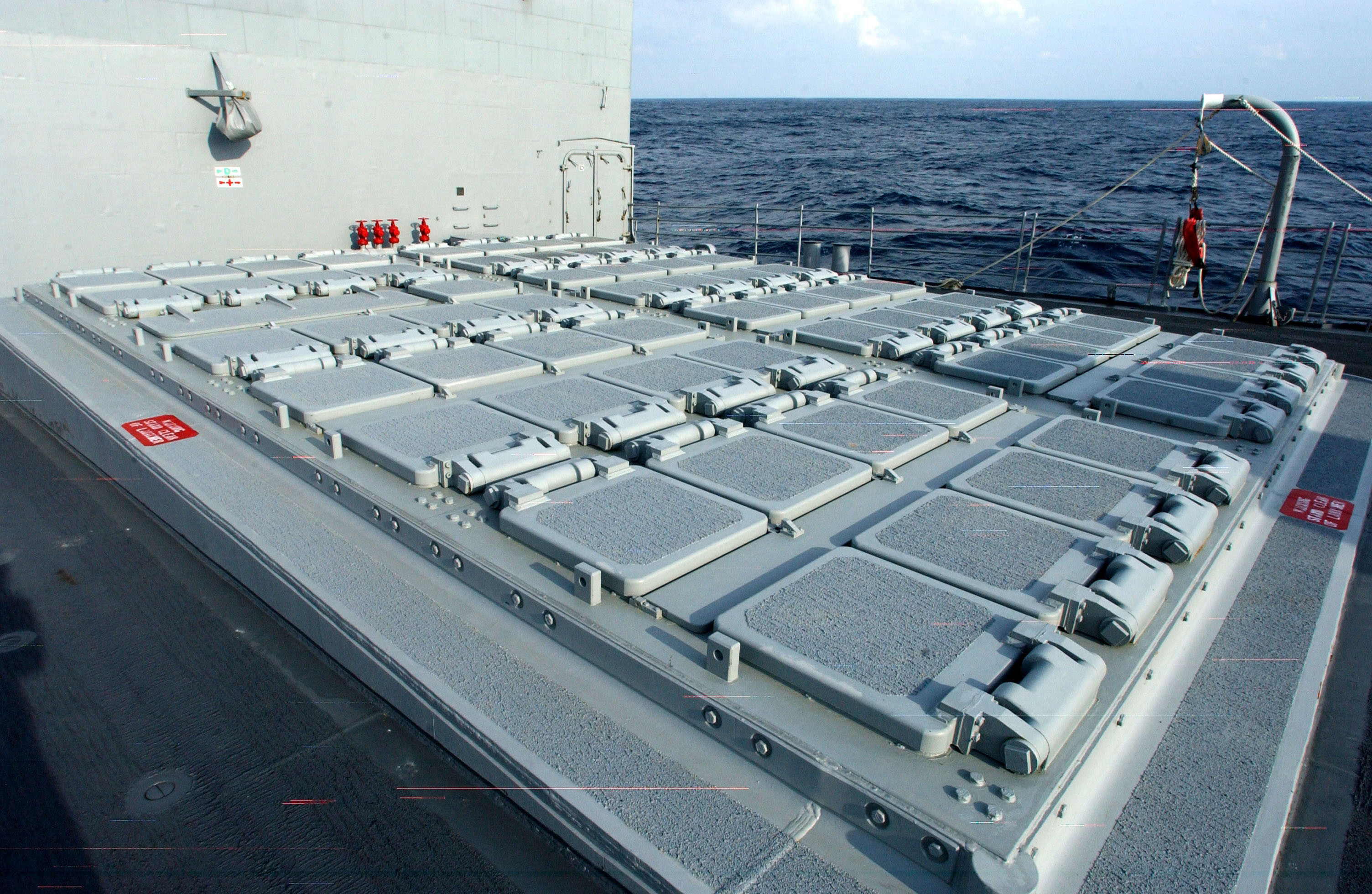
Skupina osmi osminásobných vertikálních vypouštěcích sil Mk 41 na palubě křižníku USS San Jacinto (CG-56)

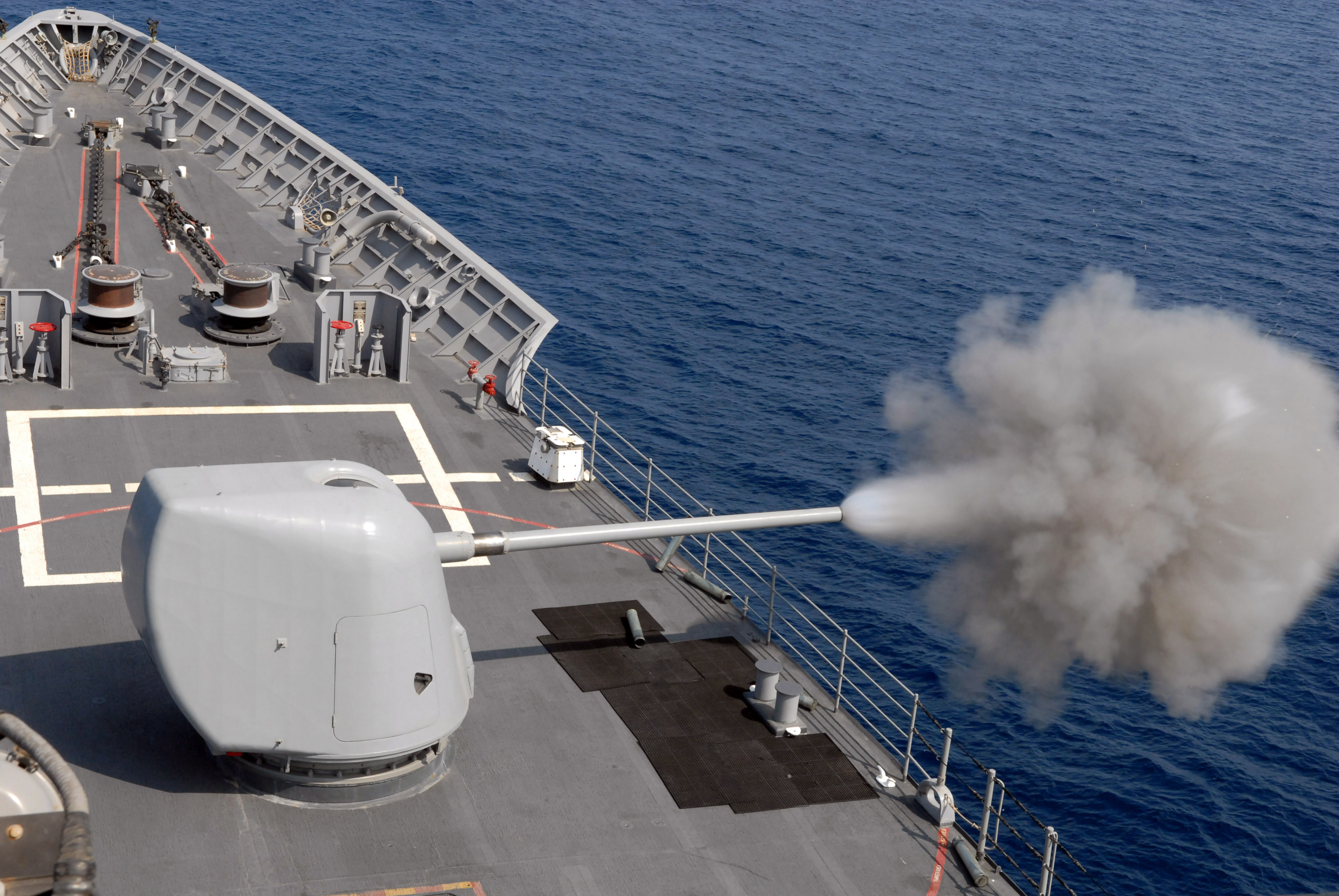
127mm kanón Mk 45 Mod 2 křižníku USS Chancellorsville (CG-62)

Křižníky jsou vybaveny zbraňovým systémem Aegis. První pětice lodí (CG-47 až CG-51) nesla dvě dvojitá odpalovací zařízení Mk 26 s kapacitou osmdesát osm protiletadlových řízených střel moře-vzduch Standard SM-2 (nemohly odpalovat protizemní střely Tomahawk). Na zbylých 22 jednotek (CG-52 až CG-73) již byla instalována moderní vertikální odpalovací zařízení Mk 41 s mnohem větší variabilitou výzbroje. Jedna skupina osmi Mk 41 se nachází na přídi a druhá na zádi lodí. Celkem obsahují 128 buněk. Ve vertikálních vypouštěcích silech mohou být umístěny střely s plochou dráhou letu BGM-109 Tomahawk, protiponorkové střely VL-ASROC a střely moře-vzduch Standard verzí SM-2 a SM-3 (použitelné proti balistickým raketám krátkého a středního dosahu). Do jedné buňky sila lze vložit také pouzdro se čtyřmi menšími střelami RIM-162 ESSM, sloužícími k obraně vůči protilodním střelám. Křižníky dále nesou osm protilodních střel RGM-84 Harpoon a jsou rovněž vybaveny dvěma trojhlavňovými 324mm torpédomety, ze kterých jsou vypouštěna lehká protiponorková torpéda Mk 46. Hlavňovou výzbroj představují dva 127mm kanóny Mk 45 Mod 2 a dva systémy blízké obrany Mk 15 Phalanx Block 1B (později výzbroj doplnilo několik 12,7mm kulometů M2 Browning a dva 25mm kanóny M242 Bushmaster).
Na zádi se nachází přistávací plocha a hangár pro dva vrtulníky. První čtyři křižníky nesly dva stroje SH-2F Sea Sprite (LAMPS I) a ostatní modernější Sikorsky SH-60B Seahawk (LAMPS III).
Pohonný systém tvoří čtyři plynové turbíny General Electric LM2500 o celkovém výkonu 80 000 hp. Lodní šrouby jsou dva, kormidla jsou zdvojená. Nejvyšší rychlost přesahuje 30 uzlů. Dosah je 6 000 námořních mil při ekonomické rychlosti 20 uzlů. Důležitá místa chrání pancíř z kevlaru.

### Modernizace
V roce 2012 byl zahájen program modernizace křižníků, který byl reakcí na snahu námořnictva o vyřazení části plavidel. V rámci programu mělo jedenáct křižníků získat pět dalších let aktivní služby. Modernizace byla zahájena v případě sedmi plavidel. Náročný program však byl nedostatečně připraven a naplánován. V programu došlo k více než 9000 změnám smluv, což vedlo k četným zdržením a nárůstu nákladů. Křižníky se navíc ukázaly být v horším technickém stavu, než se předpokládalo. Podepsala se na tom i zanedbaná údržba v době, kdy je námořnictvo nasazovalo ve vysoké intenzitě. Práce byly zdlouhavé a nákladné. Modernizace čtyř křižníků nebyla nikdy dokončena (Hué City, Anzio, Cowpens a Vicksburg), takže plavidla byla po investování 1,84 miliardy dolarů raději vyřazena. Námořnictvo přitom zjistilo, že například dokončení modernizace křižníku USS Cowpens by vyžadovalo ještě 88 milionů dolarů a tři roky práce. Modernizace tří křižníků (Gettysburg, Chosin a Cape St. George) byla dokončena s náklady 1,9 miliard dolarů. Přesto bylo rozhodnuto je vyřadit dříve, takže nezískaly ani oněch pět let další služby. Za prostředky vynaložené na tento program přitom námořnictvo mohlo získat nejméně dva zcela nové torpédoborce třídy Arleigh Burke. Neúspěch programu modernizace křižníků uznával Kongres, americké námořnictvo i GAO (Government Accountability Office).

## Operační nasazení

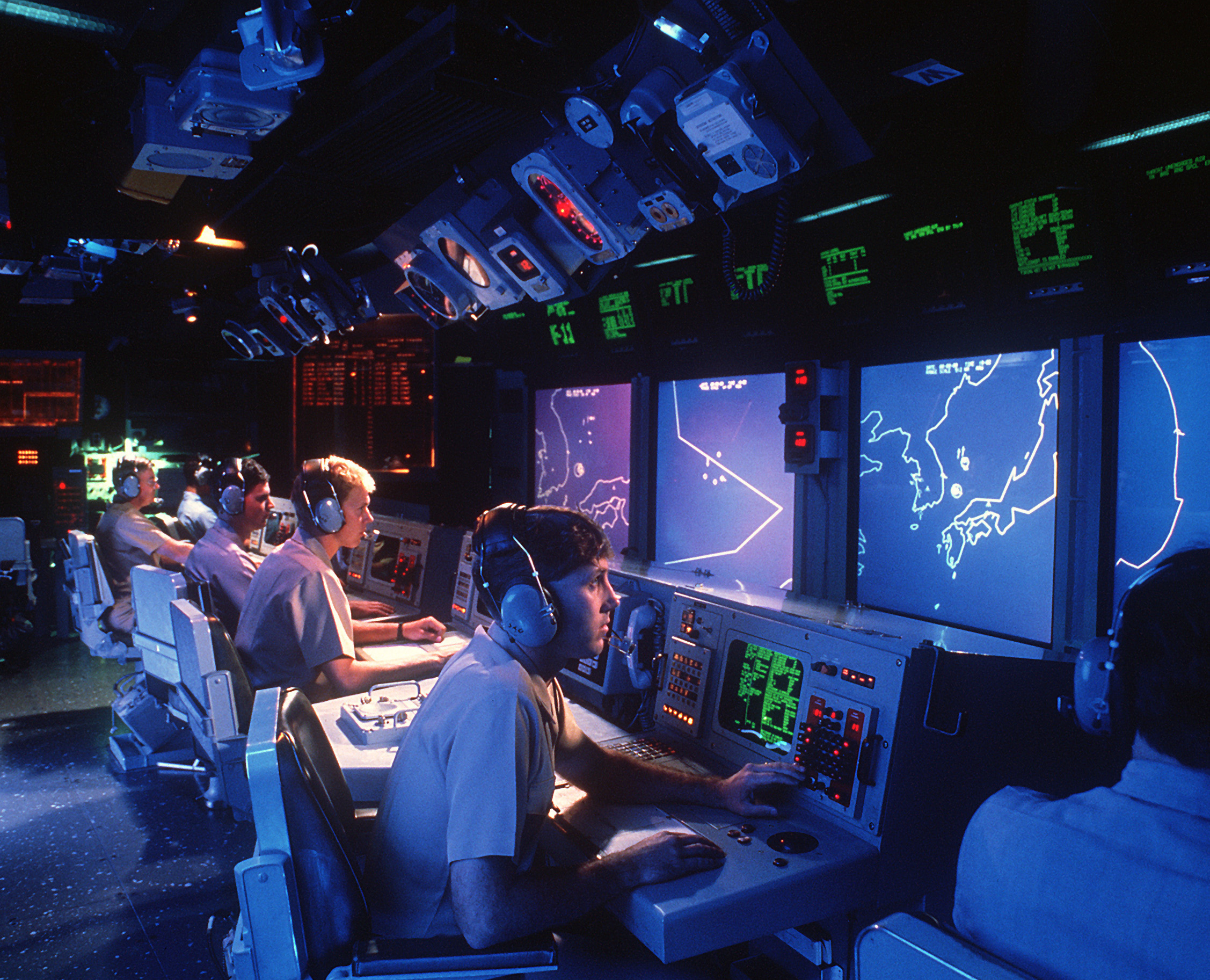
Uvnitř bojového řídícího centra (CIC) křižníku USS Vincennes (CG-49)

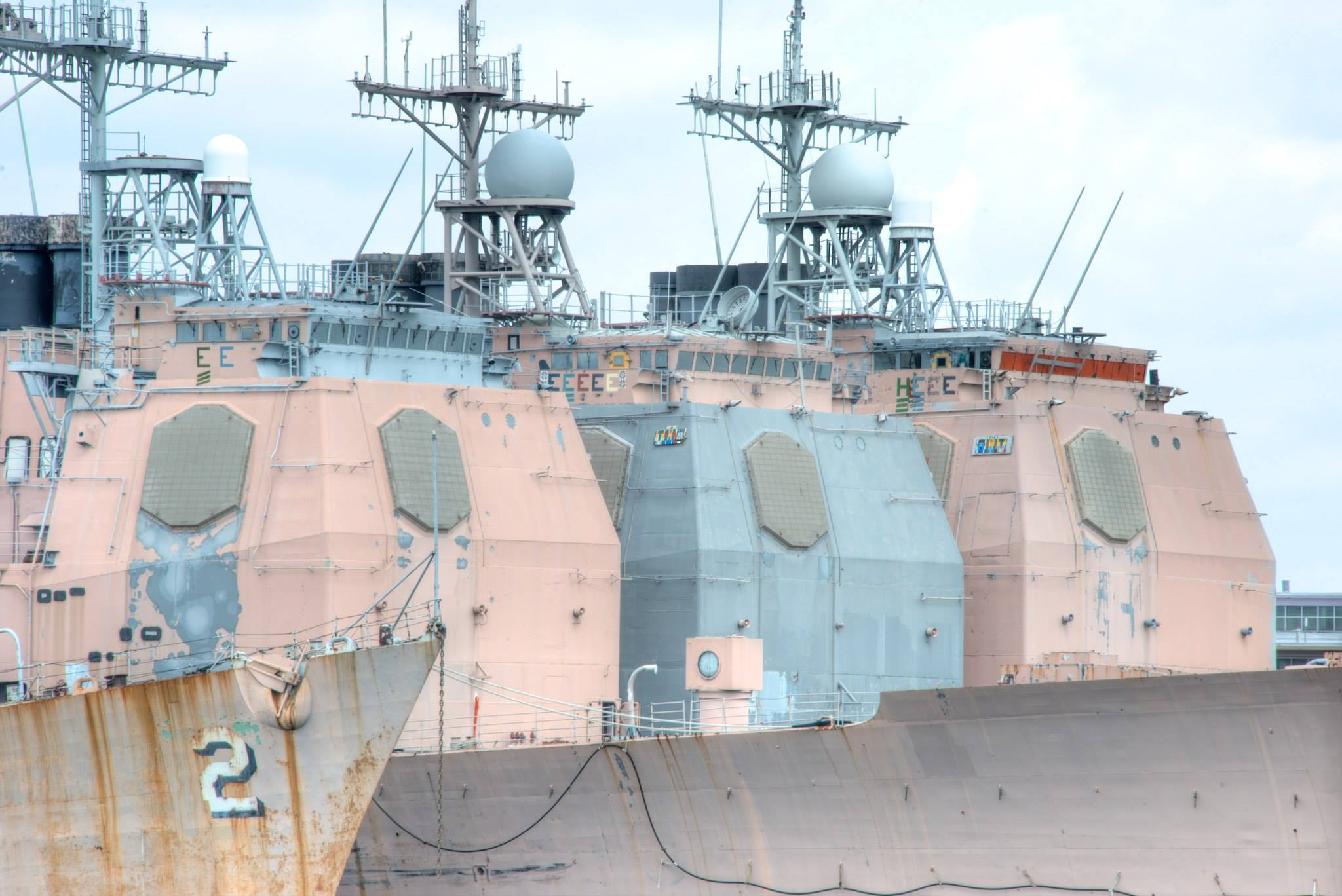
Vyřazené křižníky USS Yorktown (CG-48), USS Ticonderoga (CG-47) a USS Thomas S. Gates (CG-51) ve Filadelfii v roce 2016

Křižník USS Vincennes je znám sestřelením civilního íránského dopravního letounu Airbus A300B2 letu Iran Air 655 v Hormuzském průlivu dne 3. července 1988. Kapitán křižníku íránský letoun považoval za útočící íránskou stíhačku F-14 Tomcat. Na palubě letounu tehdy zahynulo 290 osob.
Jedenáct křižníků třídy Ticonderoga bylo nasazeno ve válce v Zálivu, přičemž USS Princeton zde byl poškozen výbuchem dvou min. Dále operovaly například v Bosně a válce v Iráku.
V únoru 2008 křižník USS Lake Erie s pomocí upravené řízené střely Standard SM-3 úspěšně sestřelil vyřazený americký satelit USA 193 letící ve výšce 247 kilometrů nad Pacifikem.
Křižníky USS Ticonderoga, USS Yorktown, USS Vincennes, USS Valley Forge a USS Thomas S. Gates již byly vyřazeny, protože jejich zastaralá odpalovací zařízení snižovala jejich bojovou hodnotu. V aktivní službě naopak zůstává všech dvacet dva jednotek vybavených vertikálními vypouštěcími sily VLS. U nich bylo rozhodnuto provést v letech 2006–2014 rozsáhlou modernizaci, která má zvýšit jejich bojovou hodnotu. Lodě pak mají být rovněž schopné fungování jako součást protiraketové obrany (Ballistic Missile Defense - BMD). První modernizovanou lodí je křižník USS Cape St. George.
Dne 11. října 2024 byla křižníku USS Chosin (CG-65) poprvé v historii na otevřeném moři doplněna munice umístěná ve vertikálních šachtách. Pomocí nového systému TRAM (Transferrable Reload At-sea Method) přezbrojení provedlo u pobřeží Kalifornie zásobovací plavidlo USNS Washington Chambers (T-AKE 11). Námořnictvo tak napravuje slabinu zjištěnou při nasazení proti hútíským vzdušným útokům během krize v Rudém moři. Dříve plavidla po vyčerpání raketové munice musela odplout do patřičně vybavených přístavů, což americkou přítomnost oslabovalo.
USS Gettysburg 22. prosince 2024 kolem 3.00 místního času omylem sestřelil jeden F/A-18F nad Rudým mořem. Letoun patřil VFA-11 „Red Rippers“ z letadlové lodě USS Harry S. Truman. Oba piloti byli zachráněni.